# Charlotte Saunders Cushman
Charlotte Saunders Cushman (23 de julio de 1816 – 18 de febrero de 1876) fue una actriz de teatro estadounidense.

## Primeros años
Nacida en Boston, Massachusetts, Cushman fue alentada desde muy pequeña por su madre a cumplir con las labores del hogar. Poco después, intentó entrar en la carrera de la actuación haciendo su debut como actriz en Nueva Orleans, en 1836.
Con el paso del tiempo se convirtió en una de las más grandes actrices de su época, siendo exitosa tanto en su país natal como en Londres. Tras hacer de Inglaterra su segundo hogar por varios años, se volvió amiga de la escritora Geraldine Jewsbury, quien probablemente se basó en Cushman para crear uno de sus personajes de la novela The Half Sisters (1848).

## Trayectoria en teatro

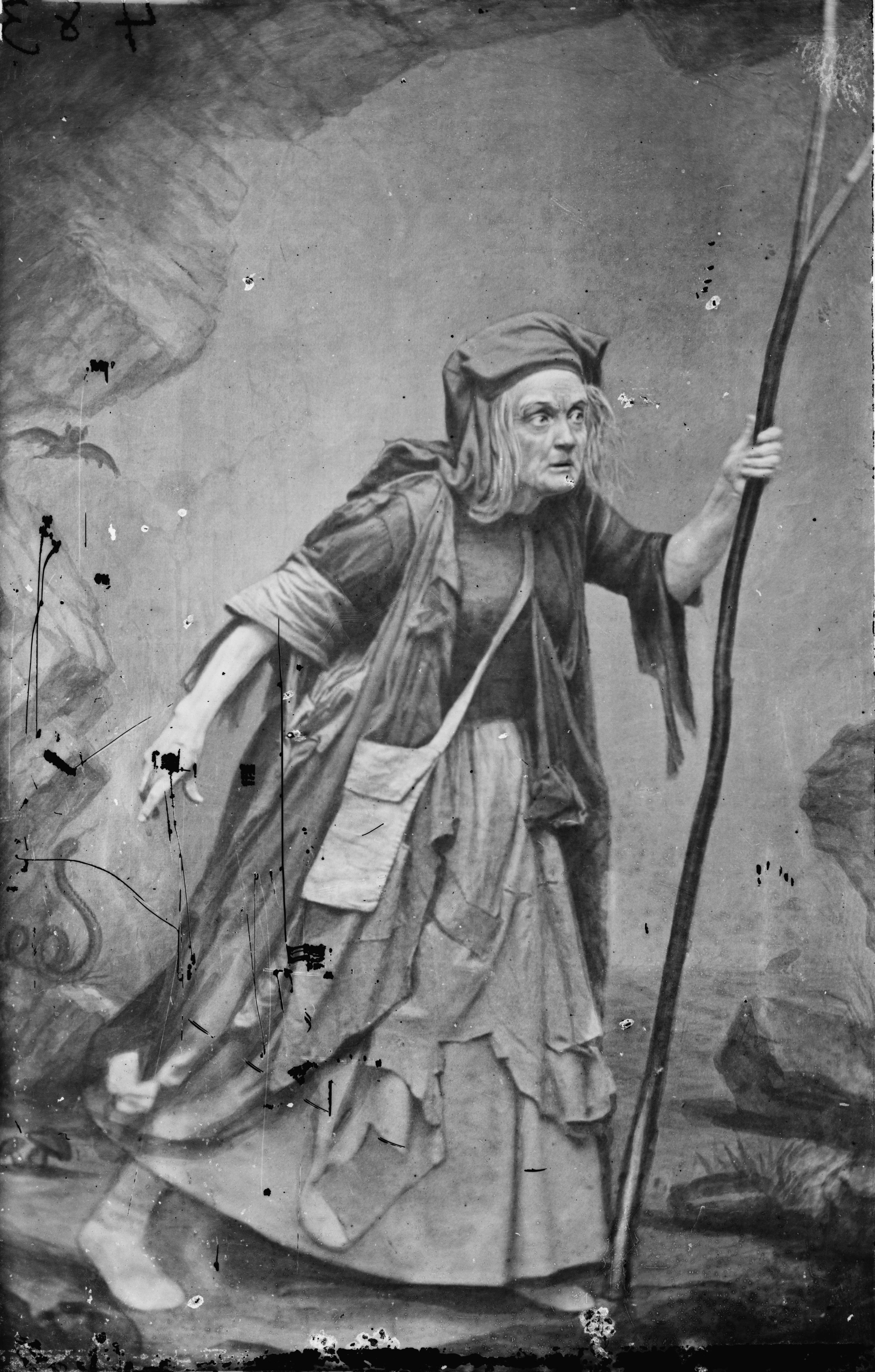
Charlotte Cushman, interpretando el personaje Meg Merrilees.

Cushman realizó su debut sobre el escenario en la producción de ópera Las bodas de Fígaro de 1835, en su ciudad natal. Al año siguiente, apareció en una adaptación de Macbeth, que se caracterizó por su actuación más enérgica que en ocasiones anteriores. Después de lograr una temporada exitosa en Nueva Orleans, regresó a Nueva York para firmar un contrato con la compañía Bowery Theatre.
En 1839, su hermana menor Susan Webb Cushman se convirtió en actriz y, a la edad de 14 años, se casó con Nelson Merriman. Su esposo la abandonó cuando ella quedó embarazada, por lo que Charlotte se ofreció en cuidarla hasta que creciera. De esta forma, las dos hermanas se volvieron famosas al participar en una nueva versión de Romeo y Julieta, en la que Charlotte interpretó a Romeo y Susan a Julieta.
En 1843, Cushman tuvo una relación sentimental con Rosalie Sully, hija del artista Thomas Sully. Para 1844, el romance había llegado a su fin. Viajó al extranjero, actuando en teatros, y Sully murió poco después.  También tuvo una relación con la escritora Anne Hampton Brewster en torno a 1844 pero la presión del hermano de Brewster hizo que la dejara. Brewster recordaría su idílico tiempo juntas en cartas de 1849. Finalmente donó un retrato de Cushman realizado por Thomas Sully a la biblioteca de Philadelphia.

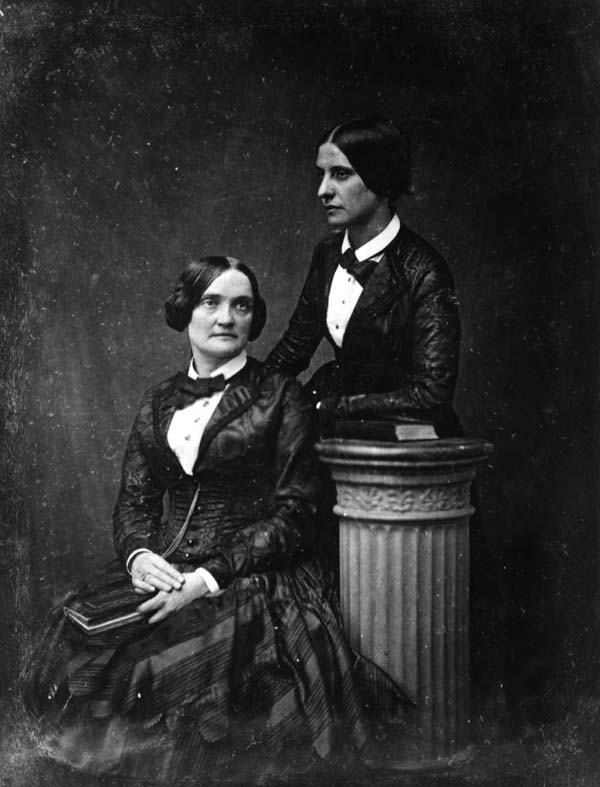
Charlotte Cushman and Matilda Hays

En 1848, Cushman conoció a la periodista, escritora y actriz a tiempo parcial Matilda Hays. Las dos mujeres se hicieron buenas amigas y, tras un breve periodo de tiempo y un intercambio de correspondencia, se hicieron amantes. Durante los 10 años siguientes estuvieron casi constantemente juntas. Se hicieron famosas por vestir a la par, y en Europa se las conocía públicamente como pareja.
En 1849, Cushman regresó a EE. UU. y en torno a 1852 había decidido dejar los escenarios. Se fue a vivir con Hays in Roma, Italia. Se unieron a la comunidad de expatriados estadounidenses, formada en su mayoría por las numerosas artistas y escultoras lesbianas de la época. Cushman aprovechó su notoriedad para promocionar las obras de la escultora afro estadounidense / nativa americana Edmonia Lewis, que se había convertido en una amiga íntima y cuya obra Cushman admiraba enormemente.
En 1854, Hays dejó a Cushman por la escultora Harriet Hosmer, lo que desencadenó celos entre las tres mujeres. Hays acabó volviendo a vivir con Cushman, pero las tensiones entre ella y Cushman nunca se repararían. A finales de 1857, Cushman mantenía una relación secreta con la escultora Emma Stebbins. Una noche, mientras Cushman escribía una nota, Hays la sorprendió. Sospechando que la nota iba dirigida a Stebbins, Hays exigió verla. Aunque Cushman mantuvo que la nota no era para Stebbins, se negó a enseñársela a Hays. El altercado que siguió fue explosivo. Hays se enfureció y empezó a perseguir a Cushman por toda la casa, golpeándola con los puños en cuanto tenía ocasión. La relación terminó y Hays se mudó. Entonces demandó a Cushman, afirmando en su demanda que había sacrificado su propia carrera para apoyar la de Cushman y que, por tanto, se le debía un pago determinado. Cushman le pagó una suma desconocida y las dos mujeres se separaron para siempre.
Emma Stebbins se fue a vivir con Cushman poco después de la ruptura. Cushman viajó a EEUU para una gira un par de meses más tarde. Cushman conoció a la actriz de 18 años Emma Crow, y se enamoró de ella. Las dos mujeres se hicieron amantes, y Cushman a menudo la llamaba "mi joven amante".
Antes de volver a Italia, Cushman hizo una función de despedida en el Washington Theater como protagonista de Hamlet. El cartel de la obra la describía como "una mujer reconocida universalmente como la mejor actriz viva de drama".
Cuando Cushman volvió a Italia, Crow la siguió. Poco después de llegar a Italia, Crow atrajo la atención del sobrino de Cushman, Ned Cushman. En abril de 1861, Ned Cushman y Emma Crow se casaron.
Cushman era amiga de multitud de artistas, escritores y políticos; cuando regresó a Washington D. C. en los 1860, a menudo se quedaba en casa del Secretario de Estado William Seward, de quien era buena amiga. En julio de 1861, Seward se la presentó al Presidente Abraham Lincoln, que le dijo que Macbeth era su obra favorita de Shakespeare y que esperaba verla alguna vez en el papel de Lady Macbeth. En 1863 volvió de nuevo a EEUU, actuando en varias ocasiones a favor de la Sanitary Commission. Lincoln la vio en el papel de Macbeth en octubre en el Grover's Theatre con su familia. En los siguientes 6 años de su vida Cushman desarrolló gran habilidad como lectora dramática, con gran éxito. En 1871, tras un periodo en Europa, retomó su carrera en EE. UU. Como lectora, además de seguir actuando.
Su última aparición se anunció al menos 7 veces en distintos años. Su última actuación en Nueva York tuvo lugar en el Booth's theatre, donde hizo de Lady Macbeth. Hizo otras funciones de despedida en Filadelfia y otras ciudades hasta llegar a Boston, al Globe Theatre, el 15 de mayo de 1875 en que hizo su última aparición como actriz. Tras una gira de lectura por Rochester, Buffalo, y Syracuse, se retiró con una gran fortuna a su villa de Newport, donde se vio confinada por su enfermedad.

## Enfermedad y muerte
En 1869, Cushman entró en un tratamiento contra el cáncer de mama. Finalmente, falleció en Boston en 1876, a la edad de 59 años. Su cuerpo fue enterrado en el Mount Auburn Cemetery, ubicado en Cambridge, Massachusetts. En 1915, fue inducida al Salón de la Fama de la Universidad de Nueva York.